# Rimington
Pour les articles homonymes, voir Rimington (homonymie).
Rimington est un village et une paroisse civile du Lancashire, en Angleterre.